# Marianne Muis
Marianne Muis (* 28. Juli 1968 in Amsterdam) ist eine ehemalige niederländische Schwimmerin. Sie gewann eine olympische Silbermedaille, eine Silbermedaille und zwei Bronzemedaillen bei Weltmeisterschaften sowie fünf Silber- und zwei Bronzemedaillen bei Europameisterschaften.

## Sportliche Karriere
Die 1,86 m große Marianne Muis gewann ihre erste internationale Medaille bei den Weltmeisterschaften 1986 in Madrid. Die niederländische 4-mal-200-Meter-Freistilstaffel mit Annemarie Verstappen, Jolande van der Meer, Marianne Muis und Conny van Bentum erschwamm die Bronzemedaille hinter den Staffeln aus der DDR und aus den Vereinigten Staaten. Im Juli 1987 fand in Zagreb die Universiade statt. Marianne Muis gewann Gold mit der 4-mal-100-Meter-Freistilstaffel, Silber mit der 4-mal-200-Meter-Freistilstaffel und Bronze über 200 Meter Lagen. Im August wurden die Schwimmeuropameisterschaften 1987 in Straßburg ausgetragen. Dort belegte Marianne Muis den siebten Platz über 50 Meter Freistil und den sechsten Platz über 200 Meter Lagen. Die 4-mal-100-Meter-Freistilstaffel mit Marianne Muis, Diana van der Plaats, Mildred Muis und Karin Brienesse erhielt die Silbermedaille hinter der Staffel aus der DDR. Bei den Olympischen Spielen 1988 in Seoul trat Marianne Muis in drei Disziplinen an. Zunächst schwamm sie im Vorlauf des 400-Meter-Lagenwettbewerbs auf den 20. Rang, ihre Zwillingsschwester Mildred lag einen Platz hinter ihr. Nur die ersten 16 Schwimmerinnen der Vorläufe erreichten das A- oder B-Finale. In der 4-mal-100-Meter-Freistilstaffel erreichten Conny van Bentum, Marianne Muis, Mildred Muis und Diana van der Plaats als Vorlaufsiegerinnen das Finale. In der Entscheidung siegte die Staffel aus der DDR vor der niederländischen Staffel mit Marianne und Mildred Muis, Conny van Bentum und Karin Brienesse und der Staffel aus den Vereinigten Staaten. Schließlich erreichte Marianne Muis das A-Finale über 200 Meter Lagen und belegte den fünften Platz.
Bei den Schwimmeuropameisterschaften 1989 erreichte Marianne Muis sieben Endläufe. Die niederländische 4-mal-100-Meter-Freistilstaffel mit Diana van der Plaats, Marieke Mastenbroek, Mildred Muis und Marianne Muis gewann die Silbermedaille hinter der Staffel aus der DDR. Gleiches gelang der 4-mal-200-Meter-Freistilstaffel mit Diana van der Plaats, Kirsten Silvester sowie Mildred und Marianne Muis. Außerdem war Marianne Muis Schlussschwimmerin der 4-mal-100-Meter-Lagenstaffel, die in der Besetzung Ellen Elzerman, Kira Bulten, Judith Anema und Muis die Bronzemedaille hinter der DDR-Staffel und den Italienerinnen erkämpfte. Marianne Muis belegte außerdem den siebten Platz über 50 Meter Freistil, gewann die Silbermedaille über 200 Meter Freistil und über 200 Meter Lagen sowie die Bronzemedaille über 100 Meter Freistil. 1991 nahm Marianne Muis an den Weltmeisterschaften in Perth teil. Sie belegte den sechsten Platz über 200 Meter Lagen. In der 4-mal-200-Meter-Freistilstaffel siegte die deutsche Mannschaft vor der niederländischen Staffel mit Marianne Muis, Manon Masseurs, Mildred Muis und Karin Brienesse. Den Wettbewerb der 4-mal-100-Meter-Freistilstaffel gewann die Staffel aus den Vereinigten Staaten vor der deutschen Staffel, dahinter schwammen Mildred Muis, Inge de Bruijn, Marianne Muis und Karin Brienesse auf den dritten Platz. 1992 bei den Olympischen Spielen in Barcelona schwamm die 4-mal-100-Meter-Freistilstaffel mit Diane van der Plaats, Mildred und Marianne Muis sowie Karin Brienesse auf den fünften Platz. Die Lagenstaffel mit Ellen Elzerman, Kira Bulten, Inge de Bruijn und Marianne Muis erreichte den achten Platz. Über 50 Meter Freistil schwamm sich Muis ins B-Finale und belegte in der Gesamtwertung den elften Platz.
1995 trat Marianne Muis noch einmal bei einer Universiade an. In Fukuoka gewann sie Silber über 100 Meter Freistil und Bronze über 50 Meter Freistil. Im Jahr darauf bei den Olympischen Spielen 1996 in Atlanta erreichte die niederländische 4-mal-100-Meter-Freistilstaffel mit Marianne Muis, Manon Messeurs, Wilma van Hofwegen und Minouche Smit das Finale mit der zweitschnellsten Vorlaufzeit. Im Finale schwammen Marianne Muis, Minouche Smit, Wilma van Hofwegen und Karin Brienesse eine Sekunde schneller als im Vorlauf, belegten aber nur den vierten Platz. In ihrem letzten olympischen Wettkampf erkämpfte Muis den neunten Platz über 50 Meter Freistil.